# Direction des bâtiments de Finlande
La direction des bâtiments de Finlande (en finnois : Rakennushallitus) était une direction nationale qui fonctionna de 1811 à 1995 en Finlande. 
Ses activités  consistaient à maintenir les bâtiments nationaux et à concevoir de nouveaux bâtiments de l'Etat. Ces activités ont été reprises par une entreprise publique, la direction des biens immobiliers, connue de nos jours sous le nom de Propriétés du Sénat.

## Histoire
La direction des bâtiments de Finlande est instituée pendant la période du grand-duché de Finlande. L'ordonnance du 3 septembre 1811 crée la direction alors appelée 'Intendance des bâtiments publics (en finnois : Yleisten rakennusten intendentinkonttori) . L'intendance est d'abord installée à Turku puis déménage pour Helsinki en 1821. Le premier directeur (alors  intendant) est l'architecte italien Charles Bassi. À ses débuts, les responsabilités de la direction sont de contrôler les plans des églises et autres bâtiments publics ainsi que leurs chiffrages avant de les envoyer au Tsar pour approbation.
En 1865 le bureau d’intendance devient la direction des bâtiments publics (en finnois : Yleisten rakennusten ylihallitus et son organisation est décentralisée afin d'alléger sa charge. Dans chaque région hormis la région Uudenmaan lääni et la région Hämeen lääni.On crée une direction régionale des bâtiments dont le directeur est nommé architecte régional (en finnois : lääninarkkitehti. Une grande partie des architectes travaillaient d'abord à la direction nationale des bâtiments avant de prendre une direction régionale.
En 1936 la direction des bâtiments publics devient la direction des bâtiments de Finlande.

## Directeurs

### Intendants
- Charles Bassi 1811–1824
- Carl Ludvig Engel 1824–1840
- Bernhard Federley vt. 1840–1841
- Ernst Bernhard Lohrmann 1841–1865

### Directeurs généraux
- Ernst Bernhard Lohrmann 1865–1867
- Carl Albert Edelfelt 1867–1869
- Axel Hampus Dalström 1869–1882
- Ludvig Isak Lindqvist 1882–1887
- Sebastian Gripenberg 1887–1904
- Theodor Granstedt 1905–1912
- Johan Jacob Ahrenberg 1912–1913 vt.
- Vasili Barmin 1913–1917
- Magnus Schjerfbeck vt. 1917
- Onni Tarjanne 1917–1921
- Alfred Wilhelm Stenfors 1921–1922
- Yrjö Sadeniemi 1922–1936
- Väinö Vähäkallio 1936–1943
- Erkki Huttunen 1943–1953
- Jussi Lappi-Seppälä 1953–1971
- Heikki Sysimetsä 1971–1975
- Viljo Adolf Ahtee 1976–1978
- Kalevi Sassi 1978–1984
- Jaakko Kalevi Mäki vt. 1984–1985
- Matti Kalervo Mäkinen 1985–1994
- Rolf Carl Olof Paqvalin 1994–1995